# 멕시코가시주머니생쥐
멕시코가시주머니생쥐(Heteromys irroratus)는 주머니생쥐과에 속하는 설치류의 일종이다. 멕시코와 미국 텍사스주의 토착종으로 건조한 관목 서식지에서 발견된다. 국제 자연 보전 연맹(IUCN)이 "관심대상종"으로 분류하고 있다. 이전에는 가시주머니생쥐속(Liomys)으로 분류했지만, 현재는 측계통군으로 확인되어 주머니생쥐속(Heteromys)에 통합되었다.

## 특징
7종의 아종이 알려져 있으며, 다른 개체군 사이에 색깔과 크기 면에서 상당한 차이가 있다. 일반적으로 주머니생쥐속에 속하는 중형 크기의 종으로 머리부터 몸까지 몸길이는 약 12cm까지 자라며, 꼬리 길이는 몸길이와 거의 같다. 몸의 털은 뻣뻣한 가시 형태의 돌기와 부드러운 털이 섞여 있지만 털이 평평하게 놓여 있기 때문에 가시 형태의 돌기가 털에서 더 두드러진다. 머리와 몸의 상체는 회색빛 갈색을 띠고 하체는 약간 희다. 두 가지 색상으로 분리되는 분홍색 또는 담황색 옆줄이 나 있다. 새끼들은 회색이고, 초기에는 가시 돌기가 없다가 나중에 가시 돌기가 자란다. 발바닥에 털이 있고, 멕시코가시주머니생쥐는 주머니생쥐속의 다른 종들이 뒷발에 6개의 혹이 나 있는 반면에 독특하게도 5개의 혹을 갖고 있다.

## 분포 및 서식지
멕시코가시주머니생쥐는 미국 텍사스 주와 멕시코 일부 지역의 토착종이다. 분포 지역은 리오그란데강 바로 북쪽부터 남쪽으로 멕시코 평원까지 확장되며, 남쪽 끝단은 오아하카주 자포티틀란 지역이다. 해발 최대 3000m 높이의 건조한 관목 지대에서 발견된다. 분포 지역이 겹치는 오색가시주머니생쥐(Liomys pictus)보다 좀더 건조하고 높은 지대 서식지에서 발견된다. 연 강수량이 50cm보다 적은 지역에서는 보통 발견되지 않는다.